# Bertram Börner
Bertram Börner (* 1934) ist ein deutscher Rechtsanwalt und Notar.

## Leben
Bertram Börner wurde am 10. Juli 1968 zur Rechtsanwaltschaft für den Bezirk des Oberlandesgerichts Celle zugelassen, zu dem auch Hannover gehört. 1971 wurde er zudem Notar.
Neben seinen Tätigkeiten als Verteidiger etwa von Mitgliedern der Sozialistischen Deutschen Studentenbunds (SDS) und der 68er-Bewegung machte er sich weit über die Grenzen Niedersachsens einen Namen beispielsweise als Verteidiger des Pastors Klaus Geyer.
Börner war Mitbegründer und insbesondere der entscheidende Förderer der Alternativen Juristinnen- und Juristentage. Der rechtspolitisch tätige Anwalt begründete zudem die 1977 erstmals bundesweit abgehaltenen Strafverteidigertage.
Von Juni 1982 bis Juli 2006 war Börner Mitglied des Anwaltsgerichts in Celle, seit dem 19. November 1994 als dessen geschäftsleitender Vorsitzender. In dieser Funktion war er „maßgeblich bei der Organisation und Durchführung des ersten gesamtdeutschen Anwaltsgerichtstages“ beteiligt, der am 12. Mai 1995 in der niedersächsischen Landeshauptstadt tagte.
Im August 2008 wurde Bertram Börner mit der Verleihung des Bundesverdienstkreuzes am Bande ausgezeichnet.

## Schriften (Auswahl)
- Bertram Börner, Margarete Fabricius-Brand (Hrsg.), Baden-Baden: Nomos-Verlags-Gesellschaft:
  - Dokumentation / 2. Alternativer Juristentag: Hannover, 29.11.–1.12.1996, 1997, ISBN 978-3-7890-4882-1 und ISBN 3-7890-4882-8
  - Dokumentation / 3. Alternativer Juristinnen- und Juristentag: Hannover, 27.11.–29.11.1992, 1. Auflage, 1994, ISBN 978-3-7890-3454-1
  - Dokumentation / 4. Alternativer Juristinnen- und Juristentag, 1996, ISBN 978-3-7890-4624-7 und ISBN 3-7890-4624-8
  - Dokumentation. 5. Alternativer Juristinnen- und Juristentag: Berlin, 29. November–1. Dezember 1996, 1997, ISBN 978-3-7890-4882-1 und ISBN 3-7890-4882-8